# Lois Chiles
Lois Chiles, nome completo Lois Cleveland Chiles (Houston, 15 aprile 1947), è una modella e attrice statunitense.

## Biografia
Nata a Houston, in Texas, Lois Chiles frequentava il Finch College a New York quando fu scoperta da un redattore di una rivista di moda, che in seguito la lanciò nella sua carriera di modella. Prima di intraprendere la carriera cinematografica fu una delle più famose modelle degli anni settanta.
Fu scelta per la parte della Bond girl nel film Moonraker - Operazione spazio dopo che il regista Lewis Gilbert si sedette vicino a lei in un volo aereo.
Nel 1982 e nel 1983 recitò nella famosa serie tv Dallas, interpretando la parte dell'imprenditrice Holly Harwood.
Poco dopo la morte del padre nel 2001, le fu diagnosticato un cancro al seno, e ora è molto impegnata nella raccolta di fondi per il linfoma di Hodgkin.

## Filmografia

### Cinema
- Together for Days, regia di Michael Schultz (1972)
- Come eravamo (The Way We Were), regia di Sydney Pollack (1973)
- Il grande Gatsby (The Great Gatsby), regia di Jack Clayton (1974)
- Coma profondo (Coma), regia di Michael Crichton (1978)
- Assassinio sul Nilo (Death on the Nile), regia di John Guillermin (1978)
- Moonraker - Operazione spazio (Moonraker), regia di Lewis Gilbert (1979)
- Courage, regia di Robert L. Rosen (1984)
- Sweet Liberty - La dolce indipendenza (Sweet Liberty), regia di Alan Alda (1986)
- Creepshow 2, regia di Michael Gornick (1987)
- Dentro la notizia - Broadcast News (Broadcast News), regia di James L. Brooks (1987)
- Twister, regia di Michael Almereyda (1989)
- Non per soldi... ma per amore (Say Anything...), regia di Cameron Crowe - non accreditato (1989)
- Fino alla fine del mondo (Bis ans Ende der Welt), regia di Wim Wenders (1991)
- Diario di un killer (Diary of a Hitman), regia di Roy London (1991)
- Babysitter... un thriller (The Babysitter), regia di Guy Ferland (1995)
- Curdled - Una commedia pulp (Curdled), regia di Reb Braddock (1996)
- Al di là del desiderio (Bliss), regia di Lance Young (1997)
- Speed 2 - Senza limiti (Speed 2: Cruise Control), regia di Jan de Bont (1998)
- Che bel pasticcio (Kettle of Fish), regia di Claudia Myers (2006)

### Televisione
- Dallas – serie TV, 25 episodi (1982-1983)
- La signora in giallo (Murder, She Wrote) – serie TV, episodio 7x07 (1990)
- Aiuto sono mia sorella (Wish Upon A Star), regia di Blair Treu – film TV (1996)

## Doppiatrici italiane
- Rita Savagnone in Il grande Gatsby, Assassinio sul Nilo
- Serena Verdirosi in Come eravamo
- Maria Pia Di Meo in Moonraker - Operazione spazio
- Lorenza Biella in Creepshow 2
- Ludovica Modugno in Dentro la notizia - Broadcast News
- Alessandra Korompay in Speed 2 - Senza limiti
- Silvia Pepitoni in Dallas